# 蟹江町歴史民俗資料館
蟹江町歴史民俗資料館（かにえちょうれきしみんぞくしりょうかん）は、愛知県海部郡蟹江町にある郷土資料館。

## 概要
蟹江町産業文化会館の中にある。常設展示のほかに、年2回ほど特別展を開催しており、また企画展も随時開催している。古文書を読む会、郷土体験学習会、文化財研修会などの開催場所にもなっている。 

## 歴史
1969年（昭和44年）11月1日に蟹江町郷土館が開館した。昭和50年代初頭に蟹江町役場が新庁舎に移転したことから、1977年（昭和52年）10月25日から1978年（昭和53年）10月23日までの工期で役場跡地に蟹江町歴史民俗資料館が建設され、1978年（昭和53年）11月3日に開館した。設計は黒川建築事務所。敷地面積は1,136.73m2、延床面積は586.79m2。鉄筋コンクリート造2階建の棟と木造平屋建ての棟からなる。

## 展示

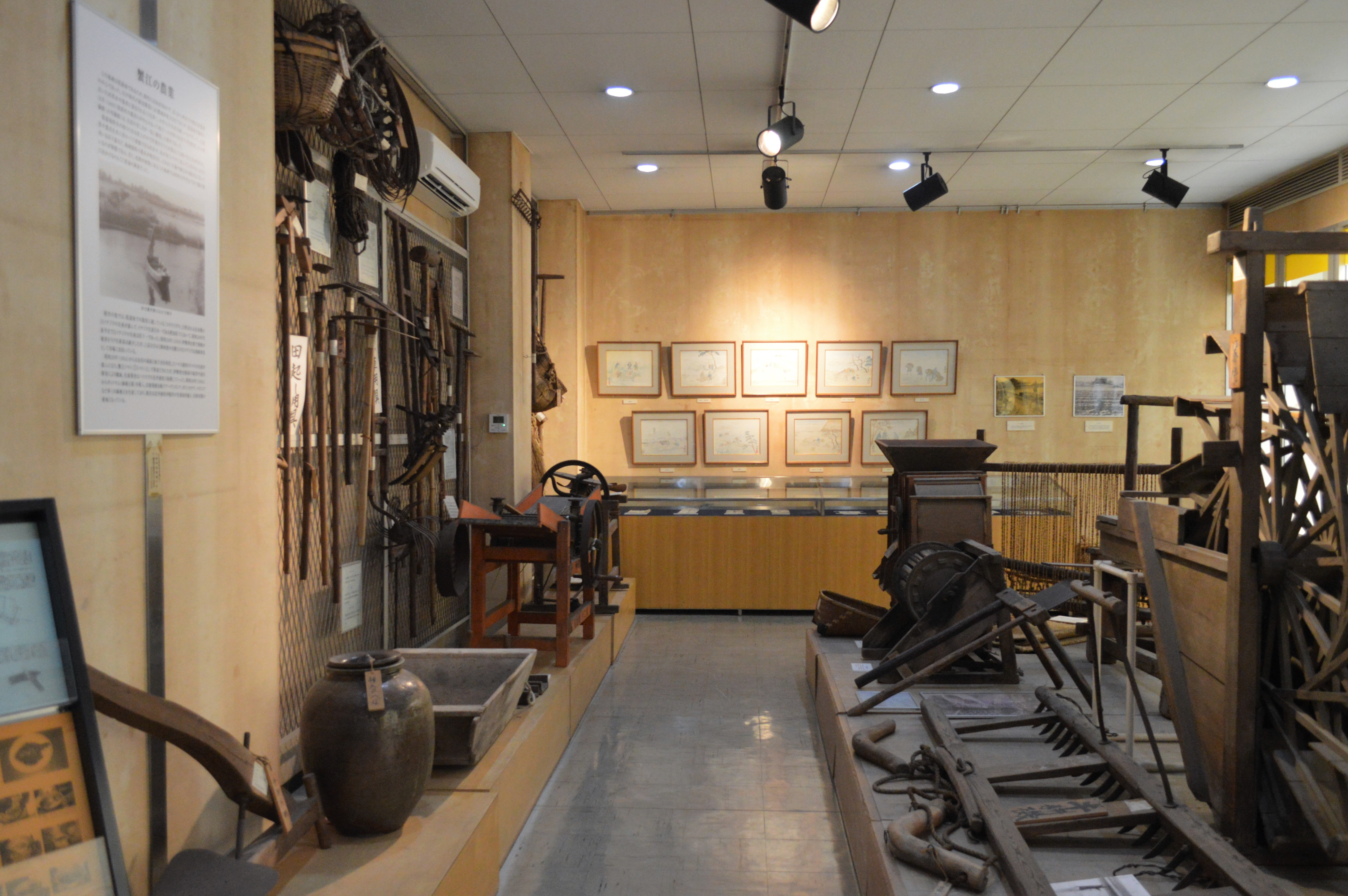
第2展示室

### 第1展示室
- 「小酒井不木資料室」[1]
蟹江町出身の推理小説家である小酒井不木に関する資料を展示している。全集などの著作、直筆原稿、江戸川乱歩に充てた手紙、俳句作品などを展示している。

### 第2展示室
- 「川・水と歴史・くらし」[1]
蟹江町で用いられていた農具や漁具、須成祭に関する資料、蟹江城に関する資料を展示している。

### 企画展示室
- 「蟹江の歴史と文化・機織コーナー」[1]
蟹江町の歴史や産業・祭り・遊び・災害・教育・郷土ゆかりの文化人などを紹介している。

### 民俗展示室兼研修室
- 「蟹江の生活道具展示」[1]
蟹江町の昔の民家で用いられていた道具を再現展示している。図書コーナーもある。

## 利用案内
- 入館料：無料
- 開館時間：9時から17時
- 休館日：月曜、祝日、年末年始

## アクセス
- JR関西本線「蟹江駅」から徒歩で約10分。
- 近鉄名古屋線「近鉄蟹江駅」から徒歩で約15分[3]。